# 조피 토이버아르프

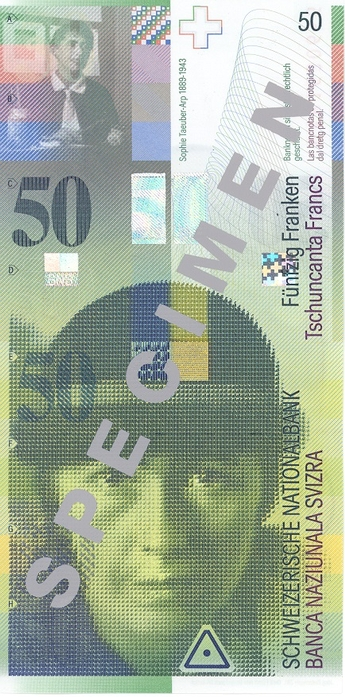
조피 토이버아르프의 초상화가 그려진 스위스 50 프랑 지폐

조피 헨리에테 게르트루데 토이버아르프(독일어: Sophie Henriette Gertrude Taeuber-Arp, 1889년 1월 19일 다보스 ~ 1943년 1월 13일 취리히)는 스위스의 예술가, 화가, 조각가, 직물 디자이너, 무용가이다. 20세기 콘크리트 아트, 기하학적 추상 예술가 중에서 가장 중요한 예술가 가운데 한 사람으로 여겨진다.

## 생애
스위스 다보스에서 프로이센 출신의 약사인 에밀 토이버(Emil Taeuber)와 스위스의 약사인 조피 토이버크뤼지(Sophie Taeuber-Krüsi) 부부의 5번째 아이로 태어났다. 조피 토이버가 2세였을 때에 아버지가 결핵으로 사망했다. 그의 가족들은 트로겐으로 이주했고 어머니는 트로겐에서 펜션을 열었다.
1906년부터 1910년까지 장크트갈렌 직업 학교에서 직물 디자인을 전공했고 1911년부터 1913년까지 빌헬름 폰 뎁시츠(Wilhelm von Debschitz)의 작업장이 있던 뮌헨에서 뎁시츠가 운영하는 학교에 재학했다. 조피 토이버는 뎁시츠가 운영하는 학교에 다니는 동안에 함부르크 예술 공예 학교(Kunstgewerbeschule)에 1년 동안 재학했다.
조피 토이버는 1915년에 제1차 세계 대전의 여파로 인해 스위스 취리히로 이주하면서 조각가인 장 아르프(한스 아르프)를 만났으며 1922년에는 장 아르프와 결혼하게 된다. 장 아르프와 조피 토이버아르프 부부는 1943년에 조피 토이버아르프가 사망할 때까지 협력하면서 많은 작품을 남겼다. 1916년부터 1929년까지 취리히 예술 공예 학교(Kunstgewerbeschule, 현재의 취리히 예술 대학교)에서 직물 및 그 외의 섬유 예술에 대한 강의를 진행했다.
1916년경부터 1920년대까지 제작된 그의 직물 및 그래픽 작품은 피트 몬드리안, 카지미르 말레비치의 작품과 함께 구성주의 작품의 대표작으로 분류된다. 이들의 세련된 기하학의 추상 개념은 색과 형태 사이에서 일어나는 상호 작용의 미묘한 이해를 반영한다. 카바레 볼테르를 중심으로 한 취리히 다다이즘 운동에 관여했으며 안무 기획, 인형 및 의상 세트 제작에 관여했다.
1926년에 남편인 장 아르프와 함께 프랑스 시민권을 취득한 뒤부터 스트라스부르와 파리에서 생활했다. 건축물의 인테리어 디자인에 참여했으며 주로 급진적인 구성주의 인테리어 디자인에 참여했다. 1920년대 후반부터는 주로 파리에서 실험적 디자인을 계속했다. 1928년에는 파리 교외에서 새 집과 가구를 디자인했고 1930년대에는 구성주의 미술 그룹에 참여했다.
1940년에 아르프 부부는 나치 독일의 프랑스 점령 이전에 파리를 탈출하여 프랑스 남부의 그라스로 이주하여 예술인 마을을 형성했다. 조피 토이버아르프는 비시 프랑스가 수립된 이후에 파리를 떠나 각지에서 창작 활동을 계속했지만 1943년에 스위스 취리히를 방문하던 중에 난로 고장으로 인한 일산화탄소 중독 사고로 사망했다. 아내인 조피 토이버아르프의 사망 소식을 듣고 충격에 빠진 장 아르프는 수도원에 들어가서 4년 동안 조각을 비롯한 예술 작품의 제작을 한동안 끊었다고 한다.

## 작품

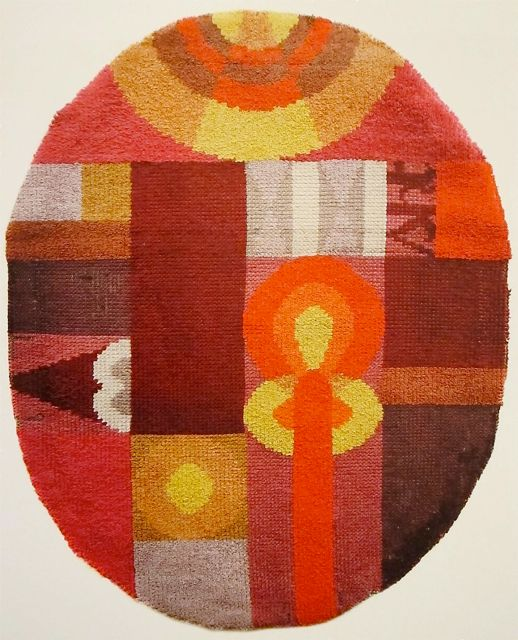
Oval Composition with Abstract Motifs, 1922
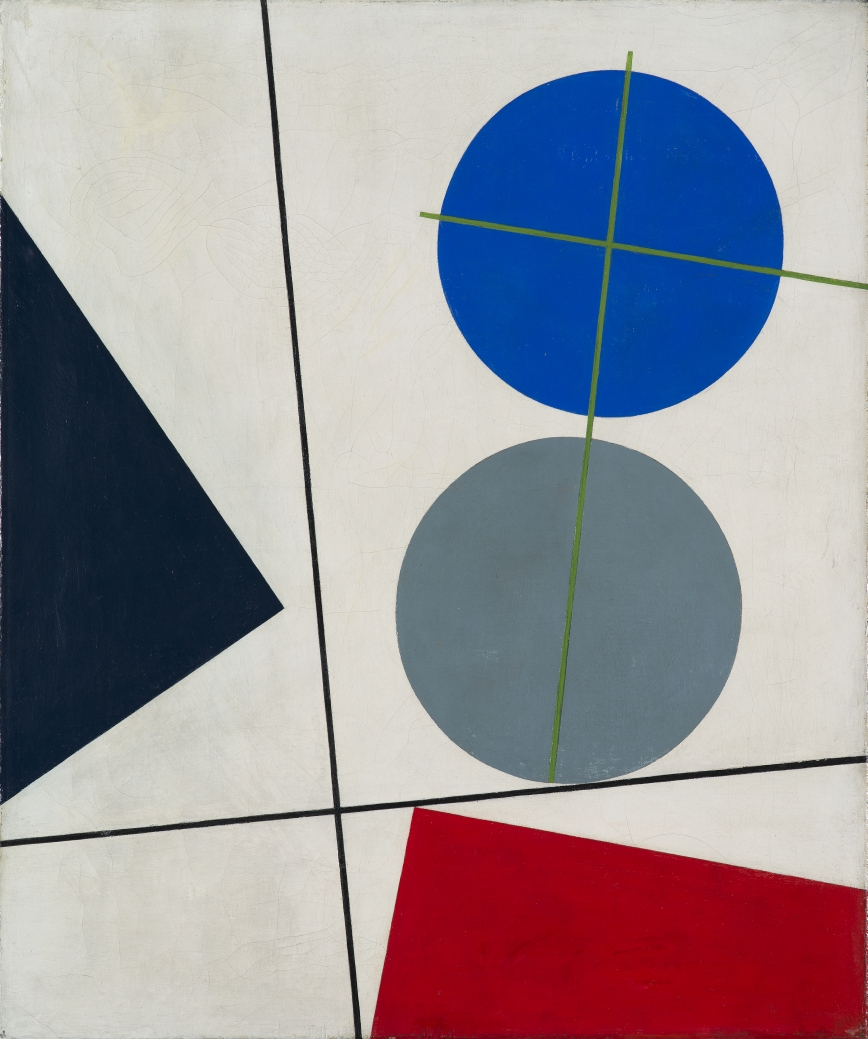
Kompozycja, 1931
Grasse - geometric and wavy lines, 1940. (Colored pencil on paper, 26 x 34.4 cm). Vector drawing by Myriam Thyes, based on Taeuber-Arp's work